# Dmitri Andreikin
Dmitri Vladimirovich Andreikin (em russo:  Дмитрий Владимирович Андрейкин, Riazã, 5 de fevereiro de 1990) é um grande mestre russo de xadrez (2007).  Ele venceu em 2010 o World Junior Chess Championship.

## Carreira
Em agosto de 2012, Andreikin venceu o 65º Campeonato Russo Xadrez, em Moscou, depois de vencer um playoff rápido contra outros cinco jogadores.
Em outubro-novembro de 2014, ele fez sucesso na segunda etapa do Grand Prix FIDE em Tashkent, ao vencer o torneio à frente de Hikaru Nakamura, Shakhriyar Mamedyarov, Fabiano Caruana e oito outros grandes mestres de elite. Sua pontuação de 7/11 deu-lhe um rating-performance de 2852.
Em 2014 ficou em quinto lugar no Torneio de Candidatos.